# 贝尔纳·勒鲁
贝尔纳·勒鲁（法語：Bernard Le Roux；1989年6月4日—）是一位法國橄欖球運動員，出生在南非。他是法國國家橄欖球隊的一員，代表法國參加了2015年世界盃橄欖球賽。